# Liste der britischen Gesandten in Preußen
Liste der britischen Gesandten (ab 1864 Botschafter) im Königreich Preußen.

## Gesandte und Botschafter

### Gesandte
- 1716–1722: Charles Whitworth (1675–1725)
- 1722–1724: James Scott (1671–1732)
- 1724–1730: Charles Du Bourgay
- 1730–174?: Melchior Guy Dickens (169?–1775)
- 1741–1744: John Carmichael, 3. Earl of Hyndford (1701–1767)

...
- 1747–1749: Henry Bilson-Legge (1708–1764)
- 1749–1751: Sir Charles Hanbury Williams (1708–1759)

...

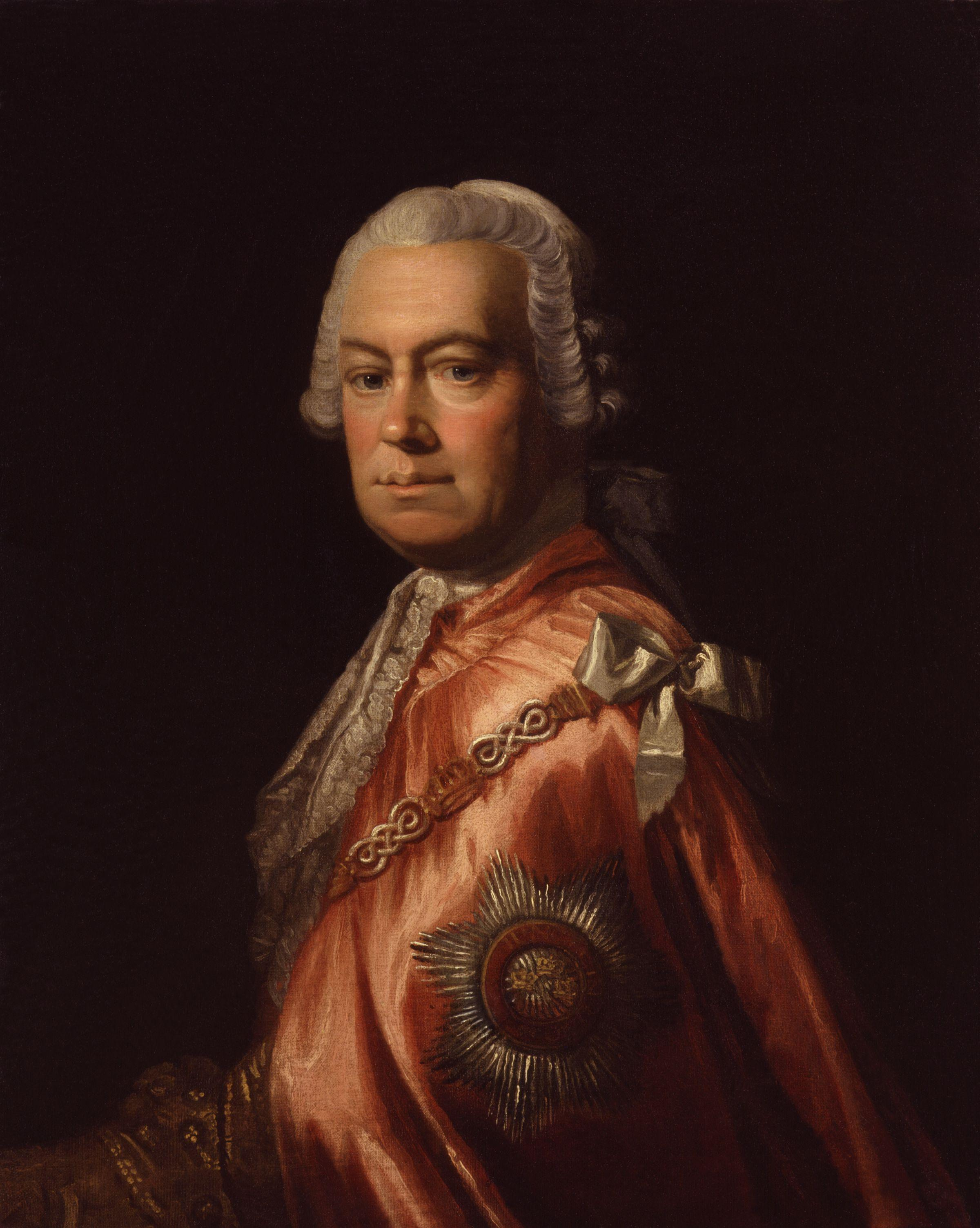
Sir Andrew Mitchell (1708–1771), britischer Gesandter während des Siebenjährigen Kriegs

- 1755–1771: Sir Andrew Mitchell (1708–1771)
- 1771–1772: Sir Robert Gunning, 1. Baronet (1731–1816)
- 1772–1776: James Harris, 1. Earl of Malmesbury (1746–1820)
- 1776–1782: Hugh Elliot (1752–1830)
- 1782–1782: George Cholmondeley, 1. Earl of Cholmondeley (1749–1827)
- 1785–1787: John Dalrymple, Viscount Dalrymple (1749–1821)

...
- 1795–1799: Thomas Bruce, 7. Earl of Elgin (1766–1841)
- 1800–1802: John Proby, 1. Earl of Carysfort (1751–1828)
- 1802–1806: Francis James Jackson (1770–1814)

1806 bis 1807: Unterbrechung der Beziehungen infolge der preußischen Annexion Hannovers
- 1807–1808: John Hookham Frere (1769–1846)

1808 bis 1813: Unterbrechung der Beziehungen infolge des Friedens von Tlisit
- 1813–1815: Sir Charles Stewart (1778–1854)
- 1815–1823: Sir George Henry Rose (1771–1855)
- 1823–1827: Lord Richard Meade, 3. Earl of Clanwilliam (1795–1879)
- 1827–1831: Sir Brook Taylor (1776–1846)
- 1831–1832: Sir George William Chad (178?–1849)
- 1832–1834: Sir Gilbert Elliot-Murray-Kynynmound, 2. Earl of Minto (1782–1859)
- 1834–1835: Sir George Shee (1784–1870)
- 1835–1842: Lord George William Russel (1790–1846)
- 1841–1851: John Fane, 11. Earl of Westmorland (1784–1859)
- 1851–1860: John Bloomfield, 2. Baron Bloomfield (1802–1879)
- 1860–1862: Lord Augustus Loftus (1817–1904)
- 1862–1864: Sir Andrew Buchanan, 1. Baronet (1807–1882)

### Botschafter
- 1864–1866: Lord Francis Napier (1819–1898)
- 1866–1868: Lord Augustus Loftus (1817–1904)

ab 1869 Gesandter beim Norddeutschen Bund, ab 1871 Botschafter im Deutschen Reich